# 아마존 (체스)

아마존(Amazon)은 변형 체스 기물 중 하나이다. 나이트와 룩, 비숍을 합친 기물이다. 마하라자와 세포이에서는 마하라자로 불린다.

## 아마존의 가치
아마존은 퀸조차 넘어설 정도로 강력하며 스스로 상대 킹을 체크메이트로 유도할 수 있다.
가치 점수는 13점이다.

## 같이 보기
- 아치비숍 (체스)
- 챈슬러 (체스)